# Jezebel (sång)
"Jezebel" är en låt av den finländska rockgruppen The Rasmus, skriven av sångaren Lauri Ylönen och producenten/låtskrivaren Desmond Child. Som det vinnande bidraget till Tävlingen för ny musik gick låten vidare till att representera Finland i Eurovision Song Contest 2022, där den slutade på plats 21.
Låten släpptes som digital singel den 16 januari 2022 och har uppnått fjärde plats på den finska singellistan.

## Bakgrund
| Lauri Ylönen (vänster) skrev låten tillsammans med Desmond Child (höger). |  | Lauri Ylönen (vänster) skrev låten tillsammans med Desmond Child (höger). |
| Lauri Ylönen (vänster) skrev låten tillsammans med Desmond Child (höger). |  |                                                                           |

Enligt Ylönen hade bandet sedan länge haft tankar på att ställa upp i Tävlingen för ny musik (Finlands motsvarighet till Melodifestivalen) men gång på gång skjutit upp det då de inte haft den rätta låten. Inför 2022 års upplaga hade dock Ylönen varit i kontakt med den amerikanska producenten/låtskrivaren Desmond Child, som de tidigare hade arbetat med albumet Black Roses (2008). Child berättade: "Lauri ringer mig och säger 'Hej, jag måste skriva den största, bästa låten i hela världen, någonsin. Kan du göra det [med mig]?' och jag sa 'Ja men jag är i Folegandros (Grekland)' och han säger, 'Jag kommer dit direkt'. "Jezebel" (namngiven efter den bibliska Jisebel) är en hyllning till dagens starka kvinnor, som tar vad de vill utan att fråga.
Låten spelades in vid The Gentlemen’s Club Studio i Nashville, E-Studio i Sibbo samt Duke Recording i New York, under produktion av Child. Det är den första låten The Rasmus gett ut med gitarristen Emilia Suhonen, som ersatte originalgitarristen Pauli Rantasalmi i januari 2022. 

## UMK 2022
Den 12 januari 2022 presenterade Tävlingen för ny musik (UMK) årets bidrag där "Jezebel" var ett av dem. The Rasmus framförde låten vid deltävlingen den 17 januari. Efter omröstningen blev "Jezebel" det vinnande bidraget den 26 februari, med 310 poäng. Detta innebar att bandet skulle representera Finland i Eurovision Song Contest i Turin i Italien den 12 maj.

## Eurovision Song Contest 2022
I Eurovision Song Contest 2022 framfördes "Jezebel" först vid den andra semifinalen i Turin den 12 maj. Där gick låten in på sjunde plats med 162 poäng och gick vidare till final. I finalen den 14 maj slutade den på plats 21 med totalt 38 poäng.

## Mottagande
Soundi gav en övervägande positiv recension av låten och skrev att den var mer energisk än någon av bandets produktioner från 2010-talet. Webbplatsen Rumba var dock mer kritiska och menade att låten innehöll generiska 80-talsrocktexter.
"Jezebel" gick in på fjärde plats på Finlands singellista vecka 4 2022 och blev därmed gruppens första listnoterade låt sedan "October & April" från 2009.

## Musikvideor

### Lyric Video
I samband med gruppens medverkan i UMK producerades en så kallad Lyric Video till låten, i vilken låttexten visas. Den hade premiär på UMK:s Youtube-kanal den 16 januari 2022 och är regisserad av Heikki Slåen. Videon följer ett svart-gult färgtema.

### Officiell video
Låtens officiella musikvideo släpptes den 16 februari 2022 på bandets Youtube-kanal och är regisserad av Jesse Haaja.

## Låtlista
Digital nedladdning
1. "Jezebel" – 3:10

Remixed
1. "Jezebel" (2Icons Remix) – 3:03
2. "Jezebel" (TOON Remix) – 2:51
3. "Jezebel" – 3:10

## Medverkande
The Rasmus
- Lauri Ylönen – sång
- Eero Heinonen – bas
- Emilia Suhonen – gitarr
- Aki Hakala – trummor

Produktion
- Desmond Child – producent
- Kyle Duke – ljudtekniker
- Lance Van Dyke – ljudtekniker
- Turner Jalomo – ljudtekniker
- JC Monterrosa – ljudtekniker
- Claudius Mittendorfer – ljudmix
- Phil Nicolo – mastering
- Joonas Parkkonen – ljudtekniker
- Jyri Riikonen – ljudtekniker

## Listplaceringar
| Lista (2022)                        | Högsta position |
| ----------------------------------- | --------------- |
| Finland (Finlands officiella lista) | 4               |